# Éder Ceccon
Éder Ceccon (* 13. April 1983 in Cunha Porã, Santa Catarina) ist ein ehemaliger brasilianischer Fußballspieler.

## Karriere
Ceccon begann seine Karriere 2002 beim Erstligisten FC São Paulo. 2003 wechselte er zum japanischen Zweitligisten Vegalta Sendai. Im Sommer 2003 kehrte er nach Brasilien zurück und unterschrieb einen Vertrag beim Zweitligisten Avaí FC. 2004 spielte er bei FC São Paulo und 2005 beim FC Santos. Von 2005 bis 2006 war er außerdem noch bei den Vereinen CA Sorocaba, Paysandu SC und EC Juventude unter Vertrag. 2006 wechselte er zum türkischen Konyaspor. 2007 kehrte er nach Brasilien zurück. Danach spielte er bei Criciúma EC Clube Náutico Marcílio Dias und EC Juventude. Ende 2009 beendete er seine Karriere als Fußballspieler.
Beim Clube Náutico Marcílio Dias wurde Ceccon im November 2014 als Sportdirektor aktiv.